# KZ-Außenlager Königstein

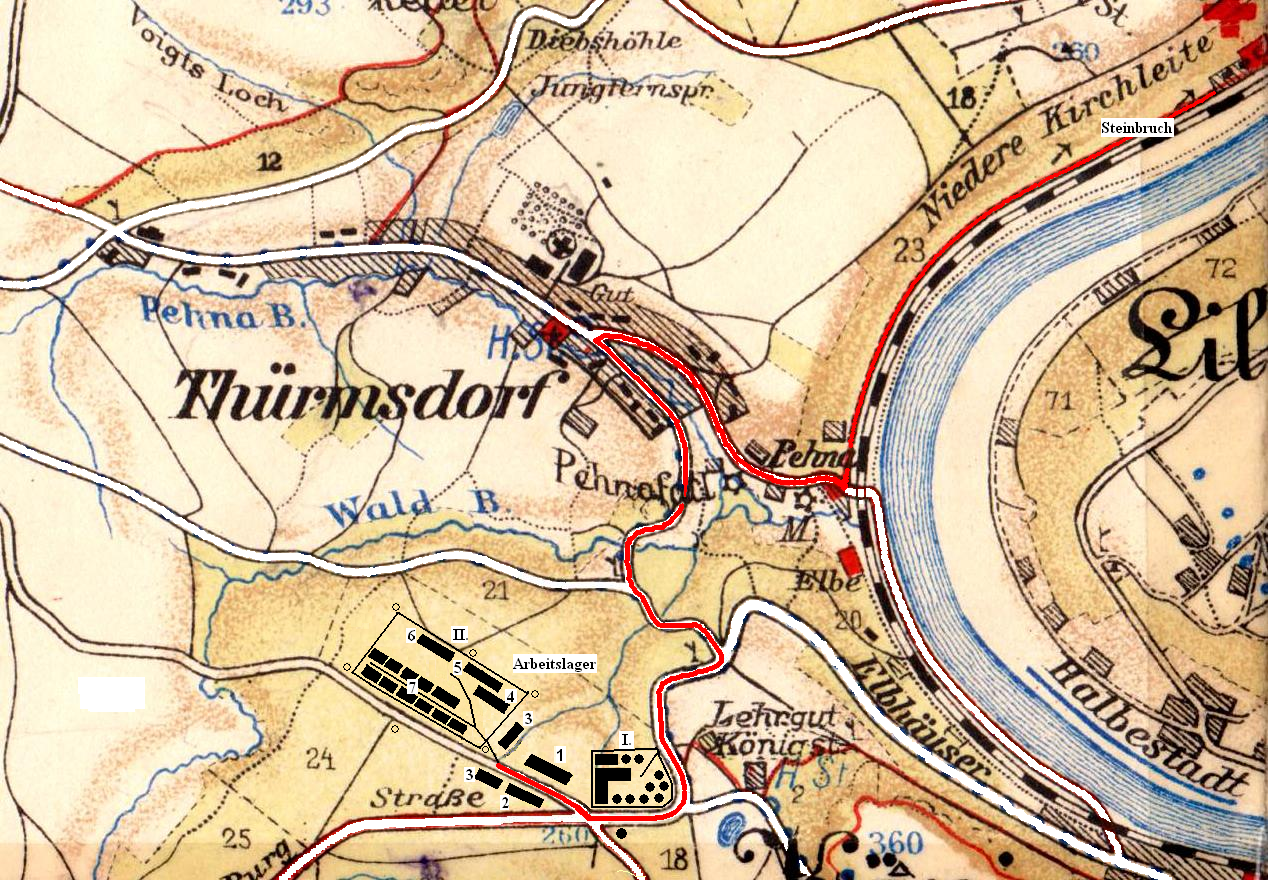
Skizze des KZ-Außenlagers Königstein nahe Thürmsdorf und täglicher Weg der Häftlinge zur Zwangsarbeit im Steinbruch Niedere Kirchleite am Objekt Schwalbe II (rot gekennzeichnet)

Das KZ-Außenlager Königstein (Tarnname: Schwalbe II, Orion) im ehemaligen Verwaltungsbezirk Landkreis Pirna in Sachsen war ein Außenlager des Konzentrationslagers Flossenbürg und existierte vom 15. November 1944 bis zum 2. April 1945. Es war ein Arbeitslager, das im Rahmen der NS-Rüstungsproduktion errichtet worden war und im Waldgebiet unterhalb der Festung Königstein nahe dem Ort Thürmsdorf lag. Die Häftlinge mussten zum Aufbau einer unterirdischen Fabrikanlage zur Herstellung von Flugzeugbenzin im fünf Kilometer entfernt gelegenen Steinbruch des Ortsteils Weißig-Strand Stollen eintreiben.

## Errichtung des Lagers
Nach Königstein wurden am 15. November 1944 210 KZ-Häftlinge des Außenkommandos Leipzig-Thekla des KZ Buchenwald transportiert. Sie wurden als Außenkommando Königstein dem Konzentrationslager Flossenbürg als Stammlager unterstellt und erhielten die Häftlingsnummern dieses Konzentrationslagers der Serie 38 771 bis 38 970. Ihre Unterbringung erfolgte zuerst in einem Gasthofsaal im Dorf Struppen. Während dieser Zeit bauten diese Häftlinge ein erstes Lager aus sogenannten Finnen-Zelten (gepresste Papierplatten) auf. Diese Zelte waren rund und hatten nur einen Raum, in dem bis zu 40 Menschen schliefen. Standplatz dieses ersten provisorischen Lagers war die Eselswiese.
Ein zweiter Transport brachte 777 KZ-Häftlingen des Buchenwald-Außenkommandos Böhlen am 28. November 1944 nach Königstein. Die Häftlinge mussten das Barackenlager aufbauen (100 m weiter im Waldgebiet am Milchweg/Schwarzer Weg). Es waren ca. 20 Holzbaracken, die in zwei Reihen nebeneinander standen. An der einen Kopfseite der zweiten Reihe befand sich die Küche. Das Lager war mit elektrischem Draht umzäunt und mit Wachtürmen umgeben.

## Gefangene
Es waren hier Häftlinge verschiedener Nationalität wie Holländer, Franzosen, Tschechen, Polen und Ukrainer. Die Häftlinge mussten im Sandsteinbruch Niedere Kirchleite in Königstein, beim Ausbau einer unterirdischen Anlage zur Herstellung von Flugbenzin (Objekt Schwalbe II) arbeiteten. Die Baracken waren doppelt belegt. Während eine Schicht arbeitete, schlief die andere. Von den 987 im Außenlager Königstein registrierten KZ-Häftlingen verstarben hier 68. Arbeitsunfähige Häftlinge wurden entweder ins Stamm-KZ Flossenbürg oder in das KZ Bergen-Belsen abtransportiert, wo viele kurze Zeit später starben. Sechs Häftlingen gelang die Flucht aus dem Lager Königstein oder von der Arbeitsstelle. Die verbliebenen 642 Häftlinge wurden am 17. März 1945 in das KZ-Außenlager Leitmeritz (Litomerice) verlegt, wo sie ebenfalls beim Ausbau unterirdischer Fabrikräume für das Panzermotorenwerk im Verlagerungsobjekt Richard 1, eingesetzt wurden, wobei noch weitere 41 Häftlinge des früheren Königsteiner Lagers ihr Leben einbüßten.

## Ende des Lagers
Die vorhandenen Bauten auf der Eselswiese, einschließlich des Krematoriums, wurden von der SS zerstört, um alle Spuren ihres Verbrechens zu beseitigen. Die gesamte Bewachungsmannschaft war vor Annäherung der Roten Armee geflüchtet oder hatte anderweitig Zuflucht gesucht. Beide Lager (Eselswiese und im Wald) bestanden bis zum 2. April 1945.

## Heute

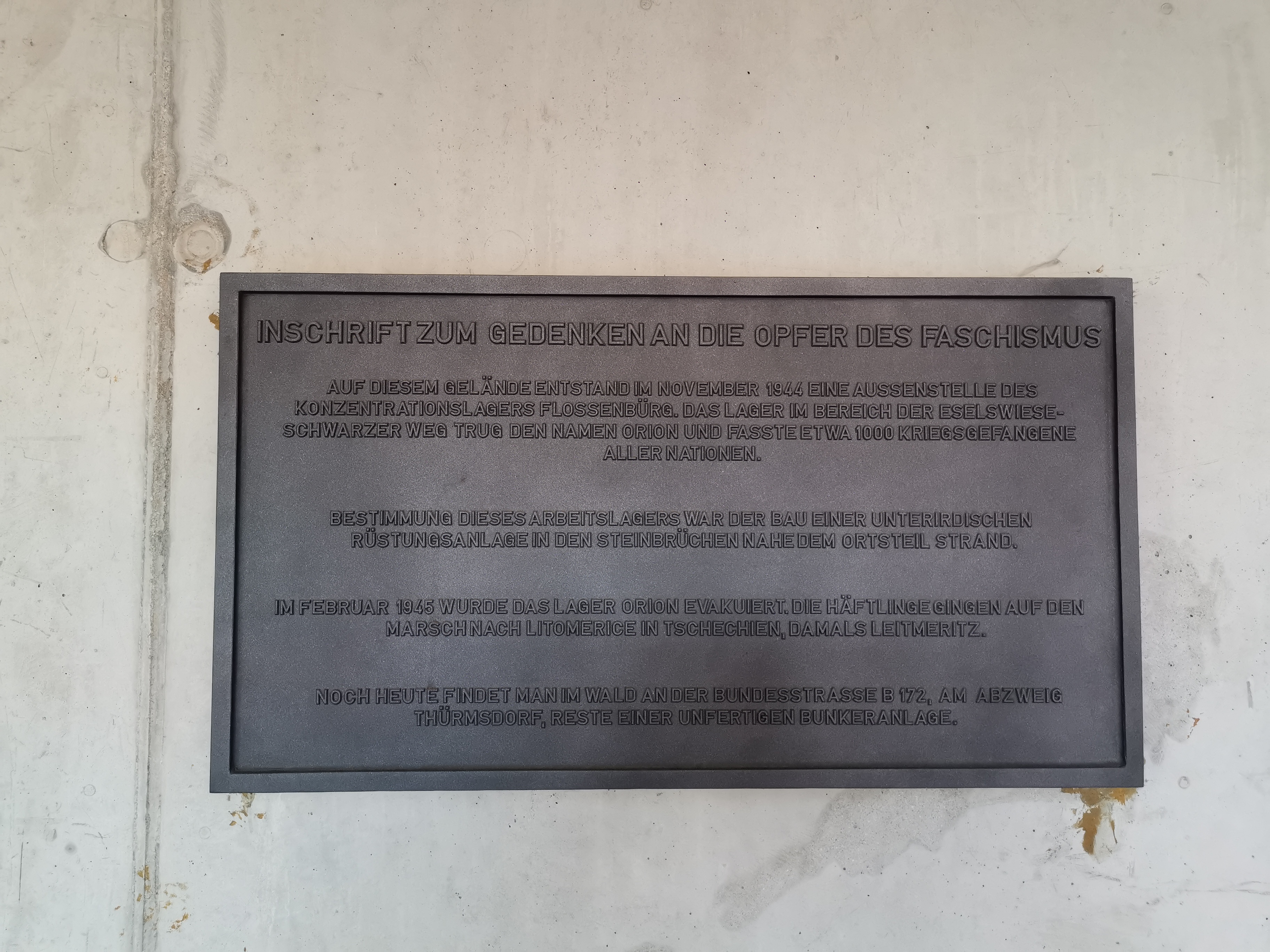
Gedenktafel

Auf dem ehemaligen Gelände des Lagers auf der Eselswiese wurde ein Parkplatz gebaut. Heute steht an dieser Stelle das Parkhaus für die Besucher der Festung Königstein. Von dem Lager im Waldgebiet sind etwas rechts vom Weg noch zugewachsene Grundmauerreste mehrerer Baracken vorhanden. Im Eingangsbereich des Parkhauses ist eine Gedenktafel vorhanden.

## Gedenkorte
1977 wurde an der Pirnaer Straße in Königstein ein Mahnmal für die Opfer des Faschismus errichtet. Es trägt die Inschrift: Im Waldgebiet der Festung Königstein befand sich ein Teillager vom ehemaligen KZ Auschwitz (tatsächlich aber KZ Flossenbürg) mit über tausend Häftlingen. Diese arbeiteten unter unmenschlichen Bedingungen in Bergstollen der Felsen entlang des Bahndammes nach Kurort Rathen. Die Zahl der dabei vor Entkräftung Gestorbenen ist uns nicht bekannt.
Im Parkhaus der Festung Königstein befindet sich eine Platte mit folgender Inschrift: Auf diesem Gelände entstand im November 1944 eine Außenstelle des Konzentrationslagers Flossenbürg. Das Lager im Bereich der Eselswiese-Schwarzer Weg trug den Namen Orion und fasste etwa 1000 Kriegsgefangene aller Nationen. Bestimmung dieses Arbeitslagers war der Bau einer unterirdischen Rüstungsanlage in den Steinbrüchen nahe dem Ortsteil Strand. Im Februar 1945 wurde das lager Orion evakuiert, die Häftlinge gingen auf den nach Litomerice in Tschechien, damals Leitmeritz. Noch heute findet man im Wald an der Bundesstraße B172, am Abzweig Thürmsdorf Reste einer unfertigen Bunkeranlage.